# Bursilla monhysteria
Bursilla monhysteria är en rundmaskart som först beskrevs av Butschli 1873.  Bursilla monhysteria ingår i släktet Bursilla och familjen Rhabditidae. Inga underarter finns listade i Catalogue of Life.